# Španjolska kolonizacija Amerike
Španjolska kolonizacija Amerike trajala je više od četristo godina, od 1492. do 1898. godine.  Motivacije za kolonijalnu ekspanziju su bile razvoj trgovine i širenje katoličke vjere.
Počevši od 1492. godine i dolaska Kristofora Kolumba, tijekom gotovo četiri stoljeća Španjolsko carstvo se proširilo većim dijelom današnje Srednje Amerike,  Kariba i Meksika, te na dio Sjeverne Amerike uključujući Kaliforniju i veći dio SAD-a, te zapadni dio Južne Amerike.  U ranom 19. stoljeću revolucionarni pokreti rezultirali su nezavisnosti većine španjolskih kolonija u Americi, osim Kube i Portorika, koji su postali neovisni 1898. nakon španjolsko-američkog rata, zajedno s Guamom i Filipinima u Tihom oceanu. Španjolska je gubitkom ovih područja politički završila kolonizaciju u Americi.
U kolovozu 1492. Kolumbo je isplovio iz andaluzijske luke Palos de la Frontera u južnoj Španjolskoj, a stigao je na otok Guanahani, na Bahamima,  12. listopada 1492. Godine 1493. Kolumbo se vratio se u Novi svijet, i utvrdio španjolsko vlasništvo nad otokom Hispaniolom. Po povratku u Španjolsku Kolumbo je poveo 500 pripadnika naroda Arawak od kojih oko 200 umro na putu.
Godine 1509. godine, vlasti su ovlastili Alonsa de Ojeda i Diega de Nicuesa da koloniziraju područja između Cabo Gracias a Dios do Cabo de la Vela. To područje nazvano Tierra Firme ujedinio je Pedro Arias Dávila 1513. Godine 1513., Vasco Nunez de Balboa prešao je prevlaku Panamu, kako bi pronašao zlato.
Španjolska kolonizacija Amerike još se može podijeliti na:
- Španjolska kolonizacija Čibča, kolonizacija područja današnje Venezuele i Kolumbije
- Španjolsko osvajanje Meksika
- Španjolska kolonizacija Yucatána
- Španjolska kolonizacija Carstva Inka
- Kolonizacija Južne Amerike